# Polizeiruf 110: Im Tal
Im Tal ist ein deutscher Kriminalfilm von Hans Joachim Hildebrandt aus dem Jahr 1982. Der Fernsehfilm erschien als 81. Folge der Filmreihe Polizeiruf 110.

## Handlung
Jutta Wendler, Mitinhaberin eines Juweliergeschäftes, hat gerade die Tageseinnahmen und die wertvollsten Stücke der Auslage, darunter verschiedene Ringe, in der großen Sicherheitskassette in ihrem Wohnzimmer über dem Laden verstaut und sich schlafen gelegt, als Siegfried Kugler und Günther Baum in den Laden einbrechen. Sie nutzen dafür Nachschlüssel – Siegfried ist der frühere Verlobte von Jutta. Er will sich an ihr rächen, weil sie ihn während seines Armeedienstes heimlich verlassen und Goldschmied Klaus geheiratet hat. Siegfried schenkte Jutta während ihrer gemeinsamen Zeit Schmuck und teure Kleider. Den Einbruch, bei dem er mit Günther Geld und Schmuck im Wert von rund 100.000 Mark erbeutet, sieht er als Ausgleich für seine Ausgaben an. Siegfried glaubt jedoch, dass Jutta wie immer an diesem Abend mit ihrem Mann zum Kegeln gegangen ist. Günther findet sie im Schlafzimmer vor, und der aufgebrachte Siegfried verprügelt sie, bis Günther ihn wegreißt. Siegfried droht, Jutta umzubringen, sollte sie reden, und beide Männer gehen. Ihrem kurze Zeit später erscheinenden Ehemann sagt Jutta, es habe einen Überfall gegeben, und die Männer hätten Masken getragen. Erkannt habe sie niemanden.
Siegfried und Günther flüchten zu einem eigentlich geschlossenen Ferienheim, in dem sie seit dem Vortag wohnen. Der Heiminhaber hat ihnen Unterkunft gewährt, obwohl die Heizung mitten im Winter ausgefallen ist. Anwohner haben das merkwürdige Verhalten der beiden Männer nach ihrer Rückkehr vom Raubzug bemerkt und informieren den zuständigen ABV. Als der mit dem Heimleiter nachsehen geht, flüchten Siegfried und Günther. Sie treffen zufällig Siegfrieds Kumpel vom Wehrdienst, Werner Ludwig, der sie mit in sein Haus nimmt. Hier lebt er mit seiner Verlobten Erika, die wenig begeistert über den Besuch ist.
Juttas Mann ahnt unterdessen, dass seine Frau den Täter kennt. Er spricht sie darauf an, dass ihr Ex-Freund hinter der Tat stecken könnte, und sie bestätigt es. Als sie am nächsten Tag Siegfrieds Wohnung aufsucht, folgt ihr der ermittelnde Oberleutnant Jürgen Hübner. Auch er erfährt nun, dass Siegfried der Täter war. Er ist verärgert, hat Jutta mit ihrem Verhalten die Ermittlungen doch stark behindert. In Thale wird unterdessen das Fluchtauto von Siegfried und Günther gefunden. Ein Ring, der im Wagen lag, kann als eine Arbeit von Klaus identifiziert werden. Im Tal sucht man nun nach den beiden Männern und Siegfried, der für Erika und Werner Einkäufe erledigt, erfährt davon. Er steckt Werner 10.000 Mark zu, damit der ihm ein Alibi beschafft. Er soll aussagen, dass Siegfried und Günther bereits seit zwei Tagen bei ihm zu Gast sind. Werner kann das Geld gebrauchen, hat er sich doch beim Ausbau des alten Gasthauses, in dem er mit Erika wohnt, finanziell übernommen. Er sagt zu, für beide auszusagen. Wenig später versteckt er mit Siegfried den Rest der Beute. Erika, der beide Männer verdächtig sind, beobachtet das Verstecken. Sie nimmt den Rucksack mit der Beute heimlich an sich und steckt sich vor dem Frühstück sämtliche Ringe an. Sie will nun endlich wissen, was gespielt wird. Werner erklärt es ihr, und Erika besteht dann darauf, dass beide Männer umgehend ihr Haus verlassen. Siegfried kündigt an, erst am Abend zu gehen, zumal Werner von ihm Geld angenommen habe. Erika reagiert entsetzt. Als wenig später ABV Oberleutnant Schlenker bei seinem morgendlichen Rundgang bei ihr klingelt und fragt, ob sie zwei Männer gesehen habe, leugnet sie es. Siegfried macht ihr klar, dass sie mit ihrer Lüge nun Teil der Verbrecherbande ist. Als sie mit Werner gehen will, nimmt Siegfried sie als Geisel. Werner und Günther, der schon lange aussteigen wollte, sperrt er in den Abstellraum.
Schlenker, der seinen Kontrollgang mit Jürgen Hübner macht, wird durch das Verhalten von Erika stutzig. Normalerweise erhält er von ihr stets einen Kaffee und einen Wurzelpeter, diesmal jedoch wirkte sie verschlossen und abweisend. Mit Jürgen Hübner begibt er sich noch einmal zum Haus, wo Werner ihm durch die vergitterten Fenster des Waschraumes berichtet, dass er eingeschlossen wurde und Siegfried Erika als Geisel hält. Durch ein Fenster lässt Schlenker Jürgen Hübner in das Haus einsteigen. Er selbst sucht einen anderen Zugang. Im Haus trifft Jürgen Hübner auf Siegfried und stellt ihn. Siegfried greift ihn mit einem Messer an, und erst in letzter Sekunde kann Jürgen Hübner den Angriff abwehren. Schlenker überwältigt Siegfried schließlich und legt ihm Handschellen an.

## Produktion
Im Tal wurde vom 15. Dezember 1981 bis 11. Februar 1982 unter dem Arbeitstitel Aufregender Urlaub in Berlin-Köpenick, Thale im Harz, Blankenburg, Altenbrak und Waßmannsdorf gedreht. Bei dem Gasthaus, das in der Filmhandlung ausgebaut werden soll, handelt es sich um das heutige Gasthaus Königsruhe im Bodetal. Die Kostüme des Films schuf Jutta Geißel-Burkhardt, die Filmbauten stammen von Hans-Joachim Hölzel. Der Film erlebte am 14. November 1982 im 1. Programm des Fernsehens der DDR seine Premiere. Die Zuschauerbeteiligung lag bei 64,9 Prozent.
Es war die 81. Folge der Filmreihe Polizeiruf 110. Oberleutnant Jürgen Hübner ermittelte in seinem 38. Fall.
Im Film findet das Lied „Du mußt frei sein“ der Gruppe „Kreis“ Verwendung.